# 204873 FAIR
أف أي آي أر (ويعرف أيضًا باسم 204873 أف أي آي أر وفق تسمية الكوكب الصغير) (بالإنجليزية: FAIR)‏ هو كويكب ضمن حزام الكويكبات؛ وترتيبه 204873 من حيث الاكتشاف.
اكتُشف هذا الجُرم الفلكي بواسطة Rainer Kling ‏ في 17 سبتمبر 2007.

## وصلات خارجية
- 204873 FAIR في قاعدة بيانات مختبر الدفع النفاث لأجرام النظام الشمسي الصغيرة

- الاكتشاف · مخطط المدار ·  العناصر المدارية · المعلمات المادية

- 204873 FAIR على موقع ويكي سكاي: DSS2, SDSS, GALEX, IRAS, Hydrogen α, X-Ray, Astrophoto, Sky Map, Articles and images